# Șesterînți, Lîseanka
Șesterînți (în ucraineană Шестеринці) este o comună în raionul Lîseanka, regiunea Cerkasî, Ucraina, formată numai din satul de reședință.

## Demografie
Componența lingvistică a comunei Șesterînți
     Ucraineană (98,02%)
     Rusă (1,98%)
Conform recensământului din 2001, majoritatea populației comunei Șesterînți era vorbitoare de ucraineană (98,02%), existând în minoritate și vorbitori de rusă (1,98%).